# Краварско
Краварско (хорв. Kravarsko) — община в Хорватии, входит в Загребскую жупанию. Община включает 10 населённых пунктов: собственно Краварско, Гладовец-Краварский (Gladovec Kravarski), Барбаричи-Краварски (Barbarići Kravarski), Горный Хрушевец (Gornji Hruševec), Доний Хрушевец (Donji Hruševec), Чаканец (Čakanec), Ново-Брдо (Novo Brdo), Подворница (Podvornica), Пустике (Pustike) и Житковчица (Žitkovčica). По данным 2001 года, в общине Краварско проживало 1983 человека. Общая площадь общины составляет 58 км².

## История
Существует легенда, что расположенное в пределах общины Краварско городище (хорв. Gradišće) представляет собой руины замка, воздвигнутого князем Людевитом Посавским (хорв. Ljudevit Posavski) на фундаменте римского укрепления Ad Fines. Сей замок успешно выдержал несколько франкских осад.
Однако, первое достоверное упоминание города Краварско относится лишь к 1334 году. На тот момент город принадлежал к прославленной в Средние века и Новое время «Дворянской общине Турополье».
Долгое время здесь пытались закрепиться турки-османы. В 1578 году — в ходе Краварской битвы — хорватские дворяне из Краварско и Горного Хрушевца разгромили превосходящие силы османов. Место битвы с тех пор зовётся Красной землёй (хорв. Crvena Zemlja), а турецкие набеги на какое-то время прекратились. И родилась в те годы у туропольцев поговорка: «Захотели турки краварского вина, туропольских хором и загребских девчат!».
В начале хорватской войны за независимость (1991—1995) Краварско снова оказалось на переднем краю: поблизости прошла линия фронта борьбы с белградскими коммунистами.